# Trịnh Mãi Tự
Trịnh Mãi Tự (giản thể: 郑买嗣; phồn thể: 鄭買嗣; bính âm: Zhèng Mǎisì, ?-909) là người sáng lập ra nhà nước Đại Trường Hòa. Ông là cháu bảy đời của Trịnh Hồi, một người Hán. Họ Trịnh vốn nhiều đời thế tập làm thanh bình quan của Nam Chiếu. Năm 897, ông sai khiến cận thần Nam Chiếu là Dương Đăng sát hại hoàng đế Nam Chiếu Mông Long Thuấn. Con trai của Mông Long Thuấn là Mông Thuấn Hóa Trinh lên kế vị. Năm 902, vua Mông Thuấn Hóa Trinh chết và 8 tháng sau cái chết của ông này thì các hậu duệ của thân tộc họ Mông cũng bị Trịnh Mãi Tự giết chết, tổng cộng hơn 800 người. Nước Nam Chiếu của họ Mông diệt vong. Trịnh Mãi Tự lập ra nước Đại Trường Hòa, tự xưng làm hoàng đế, năm 909 thì mất, miếu hiệu Thánh Tổ, thụy hiệu Thánh Minh Văn Vũ Uy Đức Hoàn Hoàng Đế, con trai là Trịnh Nhân Mân kế vị.